# دختر جرسی (فیلم ۲۰۰۴)
دختر جرسی (انگلیسی: Jersey Girl) فیلمی در ژانر کمدی رمانتیک و کمدی-درام به کارگردانی کوین اسمیت است که در سال ۲۰۰۴ منتشر شد.

## خلاصه
مردی همسرش را در حین تولد فرزندشان از دست داده، اکنون همه چیزش را باخته و تنها سعی دارد پدر خوبی برای دخترش باشد...

## بازیگران
- بن افلک
- لیو تایلر
- راکوئل کاسترو
- جرج کارلین
- جیسن بیگز
- جنیفر لوپز
- ویل اسمیت
- مایک استار
- استیون روت
- مت دیمون
- جیسون لی
- جنیفر شوالباک اسمیت
- هارلی کوئین اسمیت
- ارنست اودانل